# جباالحود (السبرة)

تعديل مصدري - تعديل

جباالحود هي إحدى قرى عزلة بلادالشعيبي العليا بمديرية السبرة التابعة لمحافظة إب، بلغ تعداد سكانها 70 نسمة حسب تعداد اليمن لعام 2004.